# Desloratadin
Desloratadin, prodávaný mimo jiné pod značkou Clarinex, Aerius, Azomyr, Daslodil, Dasmini, Dasselta, Desloratadine Actavis, Desloratadine Ratiopharm, Desloratadine Teva, Desloratadin Krka, Desloratadin Mylan, Desloratadin +Pharma, Desloratadin Viatris, Desloratadin Xantis, Desloratadin Zentiva, Jovesto a Neoclarytin, je tricyklický inverzní agonista H1, který se používá při léčení alergií. Desloratadin je aktivním metabolitem loratadinu.
Byl patentován v roce 1984 a v lékařství se začal používat v roce 2001. Společnost Schering Corporation, později přejmenovaná na Schering-Plough, jej uvedla na trh v USA.

## Lékařské použití
Desloratadin se používá k léčbě alergické rýmy, ucpaného nosu a kopřivky. Je to hlavní metabolit loratadinu. Oba léky jsou podobné v bezpečnosti a účinnosti. Desloratadin je dostupný v mnoha lékových formách a pod mnoha značkami po celém světě.
Nově se objevující indikací desloratadinu je léčba akné jako levné adjuvans k isotretinoinu. Desloratadin je možné užívat jako udržovací terapie nebo monoterapie.

## Vedlejší účinky
Nejčastějšími vedlejšími účinky jsou únava (1,2 %), sucho v ústech (3 %) a bolest hlavy (0,6 %). Dalšími vedlejšími následky při použití mohou být problémy s dechem, tachykardie nebo anafylaktický šok. U žen, které uživaly desloratadin během menstruace, se zhoršil její průběh. Jako vzácné vedlejší příznaky se uvádí halucinace a selhání jater.

## Interakce
Současné podávání s erythromycinem, ketokonazolem, azithromycinem, fluoxetinem nebo cimetidinem vedlo ve studiích ke zvýšení plazmatických koncentrací desloratadinu a jeho metabolitu 3-hydroxydesloratadinu. Nebyly však pozorovány žádné klinicky relevantní změny.

## Farmakologie

### Farmakodynamika
Desloratadin je selektivní H1-antihistaminikum, které funguje jako inverzní antagonista na histaminovém H1-receptoru.
Ve velmi vysokých dávkách je také antagonistou na různých podtypech muskarinových acetylcholinových receptorů. Tento účinek není relevantní pro účinek léku v terapeutických dávkách.

### Farmakokinetika

Vývoj množství receptů s desloratadinem ve Spojených státech amerických v letech 2008–2018

Desloratadin se dobře vstřebává ze střeva a nejvyšší koncentrace v krevní plazmě dosahuje přibližně po třech hodinách. V krevním řečišti je 83 až 87 % látky vázáno na plazmatické bílkoviny.
Desloratadin je u normálních metabolizátorů metabolizován na 3-hydroxydesloratadin ve třech krocích. Za prvé, N-glukuronidace desloratadinu pomocí UGT2B10; poté 3-hydroxylaci desloratadin-N-glukuronidu prostřednictvím CYP2C8; a konečně neenzymatická dekonjugace N-glukuronidu 3-hydroxydesloratadinu. Desloratadin i 3-hydroxydesloratadin jsou u normálních metabolizátorů eliminovány v moči a stolici s poločasem 27 hodin.
Vykazuje pouze periferní aktivitu, protože neprochází snadno hematoencefalickou bariérou. Proto normálně nezpůsobuje ospalost, protože se nedostává snadno do centrálního nervového systému.
Desloratadin nemá silný účinek na řadu testovaných enzymů v systému cytochromu P450. Bylo zjištěno, že slabě inhibuje CYP2B6, CYP2D6 a CYP3A4 / CYP3A5 a neinhibuje CYP1A2, CYP2C8, CYP2C9 nebo CYP2C19. Bylo zjištěno, že desloratadin je silným a relativně selektivním inhibitorem UGT2B10, slabým až středně silným inhibitorem UGT2B17, UGT1A10 a UGT2B4 a neinhibuje UGT1A1, UGT1A3, UGT1A4, UGT1A6, UGT1A2, UG UGT2B15, UGT1A7 a UGT1A8.

### Farmakogenomika
2 % bělochů a 18 % lidí afrického původu patří mezi pomalé metabolizátory desloratadinu. U těchto lidí dosahuje lék trojnásobně vyšších plazmatických koncentrací za sedm hodin po požití a má poločas 89 hodin (ve srovnání s 27hodinovým poločasem u normálních metabolizátorů). Nežádoucí účinky byly u pomalých metabolizátorů hlášeny v podobné míře, což naznačuje, že nejsou klinicky relevantní.